# Schandelosche Heide
De Schandelosche Heide is een natuurgebied in de gemeente Venlo in Nederlands Limburg. Het gebied bestaat voornamelijk uit bos en maar kent vooral in het oosten ook een zone met vennen, de Ravenvennen. Het gebied is onderdeel van het Natura2000-gebied Nationaal Park De Maasduinen.

## Geografie
Het bosgebied ligt op hogere gronden van een oud Maasterras en de Maasduinen tussen de laagte van natuurgebied Vreewater in het oosten en de laagte van het lagere Maasterras van de Schandelosche Broek en de Schandelsebeek in het zuidwesten. Het hoge Maasterras loopt in het noorden en zuiden door, waarbij in het noorden de Leeremarksche Heide hierop gelegen is en het zuiden de plaats Schandelo.
In het westen en zuidwesten liggen buurtschap De Voort, buurtschap Bong en de woonwijk Hasselderheide. 